# Shout at the Devil
| Recensione | Giudizio |
| ---------- | -------- |
| AllMusic   |          |

Shout at the Devil è il secondo album in studio del gruppo musicale statunitense Mötley Crüe, pubblicato il 26 settembre 1983 dalla Elektra Records.
Nel giugno del 2017 la rivista Rolling Stone ha collocato l'album alla quarantaquattresima posizione dei 100 migliori album metal di tutti i tempi.

## Il disco

La copertina originale dell'album presentava un pentagramma rovesciato, da alcuni ritenuto un simbolo del diavolo

Questo è considerato da pubblico e critica l'album più metal della band con canzoni cariche di temi come il sesso, la droga, violenza e la ribellione giovanile. La band in questo periodo propone un look tipicamente glam con capelli cotonati e trucco pesante. Il titolo del disco e la prima copertina, raffigurante un pentacolo rovesciato, suscitarono le polemiche di gruppi cristiani e conservatori che accusarono la band di satanismo.
Fu il primo vero successo del gruppo e raggiunse il diciassettesimo posto della Billboard 200. I singoli Looks That Kill e Too Young to Fall in Love entrarono nella Billboard Hot 100, mentre la titletrack Shout at the Devil si piazzò nella Mainstream Rock Songs, una classifica riguardante le canzoni con maggiore messa in onda sulle principali stazioni radio rock statunitensi. L'album contiene anche una cover di Helter Skelter dei Beatles.

## Tracce
1. In the Beginning – 1:13 (Geoff Workman)
2. Shout at the Devil – 3:16 (Nikki Sixx)
3. Looks That Kill – 4:07 (Sixx)
4. Bastard – 2:54 (Sixx)
5. God Bless the Children of the Beast – 1:33 (Mick Mars)
6. Helter Skelter (cover dei Beatles) – 3:09 (Lennon-McCartney)
7. Red Hot – 3:21 (Sixx, Mars, Vince Neil)
8. Too Young to Fall in Love – 3:34 (Sixx)
9. Knock 'Em Dead, Kid – 3:40 (Sixx, Neil)
10. Ten Seconds to Love – 4:17 (Sixx, Neil)
11. Danger – 3:51 (Sixx, Mars, Neil)

### Tracce bonus edizione rimasterizzata (2003)
1. Shout at the Devil (demo) – 3:18 (Sixx)
2. Looks That Kill (demo) – 5:06 (Sixx)
3. Hotter Than Hell (demo) – 2:49 (Sixx)
4. I Will Survive – 3:19 (Sixx, Mars)
5. Too Young to Fall in Love (demo) – 3:03 (Sixx)

## Formazione

### Gruppo
- Vince Neil – voce
- Mick Mars – chitarra
- Nikki Sixx – basso
- Tommy Lee – batteria

### Altri musicisti
- Geoff Workman – narratore In the Beginning
- Jai Winding – tastiere
- Paul Fox – tastiere
- Tom Kelly – cori
- Richard Page – cori

### Produzione
- Tom Werman – produzione
- Geoff Workman – ingegneria del suono
- George Marino – mastering
- Bob Defrin – direzione artistica

## Classifiche
| Classifica (1983) | Posizione massima |
| ----------------- | ----------------- |
| Stati Uniti       | 17                |